# 블루리본상 (영화)
블루리본상(일본어: ブルーリボン賞 ブルーリボンしょう[*])는 1950년에 만들어진 일본의 영화상이다. 현재 주최자는 도쿄 스포츠 7개지의 영화 담당 기자들로 구성된 도쿄 영화 기자회(東京映画記者会)'이다. 1961년에 주요 신문사 6개 (요미우리 신문・아사히 신문・마이니치 신문・산케이 신문・도쿄 신문・니혼케이자이 신문) 및 교도 통신사가 주최 연맹을 탈퇴하고, 1967년 정치계의 검은 안개 사건(黒い霧事件)의 영향을 받아 폐지되었다. 그 뒤, 1975년에 부활하여 지금에 이르고 있다. 1961년에 탈퇴한 주요 신문사 및 교도 통신사는 같은 해에 일본 영화 기자회 상을 설립했지만, 개최된 횟수는 6회였다.
역사의 길이나 선정 기준의 어려움에서 키네마 준보(キネマ旬報)상이나 마이니치 영화 콩쿨 등과 함께 일본 국내에서 가장 권위있는 영화상 중 하나로 여겨지고 있다.

## 시상 부문
2011년 제54회 시상식 기준.
- 작품상
- 남우주연상
- 여우주연상
- 남우조연상
- 여우조연상
- 감독상
- 신인상
- 특별상
- 외국어 작품상

## 같이 보기
- 블루리본